# Bartol Franjić
Bartol Franjić (Zagabria, 14 gennaio 2000) è un calciatore croato, centrocampista del Venezia, in prestito dal Wolfsburg.

## Caratteristiche tecniche
Giocatore versatile che sa ricoprire più ruoli, è un centrocampista difensivo, il ruolo principale è il mediano, ma può giocare anche come difensore centrale, sia a destra sia a sinistra, e come terzino sinistro.

## Carriera

### Club
Cresciuto nel settore giovanile della Dinamo Zagabria, ha esordito in prima squadra il 17 giugno 2020 in occasione dell'incontro di 1.HNL vinto 3-2 contro lo Slaven Koprivnica.
Il 27 agosto 2022 firma un contratto quinquennale con il Wolfsburg.
Il 18 agosto 2023 viene ceduto in prestito al Darmstadt.
Il 9 luglio 2024 viene ceduto in prestito allo Šachtar.
Il 4 gennaio 2025 ritorna in prestito alla Dinamo Zagabria.
Il 10 luglio 2025 si trasferisce in prestito agli italiani del Venezia.

### Nazionale
Ha giocato in tutte le nazionali giovanili croate, fino all'Under-21, con la quale nel 2023 ha inoltre partecipato agli Europei di categoria.

## Statistiche
Statistiche aggiornate al 18 agosto 2023 

### Presenze e reti nei club
| Stagione               | Squadra                | Campionato             | Campionato | Campionato | Coppe nazionali | Coppe nazionali | Coppe nazionali | Coppe continentali | Coppe continentali | Coppe continentali | Altre coppe | Altre coppe | Altre coppe | Totale | Totale | Totale |
| Stagione               | Squadra                | Comp                   | Pres       | Reti       | Comp            | Pres            | Reti            | Comp               | Pres               | Reti               | Comp        | Pres        | Reti        | Pres   | Reti   |        |
| ---------------------- | ---------------------- | ---------------------- | ---------- | ---------- | --------------- | --------------- | --------------- | ------------------ | ------------------ | ------------------ | ----------- | ----------- | ----------- | ------ | ------ | ------ |
| 2018-2019              | Dinamo Zagabria II     | 2.HNL                  | 13         | 0          |                 | -               | -               |                    | -                  | -                  |             | -           | -           | 13     | 0      |        |
| 2019-2020              | Dinamo Zagabria II     | 2.HNL                  | 15         | 2          |                 | -               | -               |                    | -                  | -                  |             | -           | -           | 15     | 2      |        |
| 2020-2021              | Dinamo Zagabria II     | 2.HNL                  | 7          | 2          |                 | -               | -               |                    | -                  | -                  |             | -           | -           | 7      | 2      |        |
| 2019-2020              | Dinamo Zagabria        | 1.HNL                  | 4          | 0          | CC              | 0               | 0               | UCL                | 0                  | 0                  | SC          | 0           | 0           | 4      | 0      |        |
| 2020-2021              | Dinamo Zagabria        | 1.HNL                  | 22         | 0          | CC              | 5               | 0               | UCL+UEL            | 0+11               | 0                  |             | -           | -           | 38     | 0      |        |
| 2021-2022              | Dinamo Zagabria        | 1.HNL                  | 25         | 0          | CC              | 2               | 0               | UCL+UEL            | 6+7                | 1+0                |             | -           | -           | 40     | 1      |        |
| Totale Dinamo Zagabria | Totale Dinamo Zagabria | Totale Dinamo Zagabria | 51         | 0          |                 | 7               | 0               |                    | 24                 | 0                  |             | 0           | 0           | 82     | 1      |        |
| 2022-2023              | Wolfsburg              | BL                     | 5          | 0          | CG              | 1               | 0               |                    | -                  | -                  |             | -           | -           | 6      | 0      |        |
| ago.2023-2024          | Darmstadt              | BL                     | 0          | 0          | CG              | 0               | 0               |                    | -                  | -                  |             | -           | -           | 0      | 0      |        |
| Totale carriera        | Totale carriera        | Totale carriera        | 91         | 4          |                 | 8               | 0               |                    | 24                 | 0                  |             | 0           | 0           | 123    | 5      |        |

## Palmarès

### Club

#### Competizioni nazionali
- Campionato croato: 3

Dinamo Zagabria: 2019-2020, 2020-2021, 2021-2022
- Supercoppa di Croazia: 1

Dinamo Zagabria: 2019
- Coppa di Croazia: 2

Dinamo Zagabria: 2019-2020, 2020-2021